# Mialet (Gard)
Mialet is een gemeente in het Franse departement Gard (regio Occitanie). Mialet telde op 1 januari 2022 629 inwoners. De plaats maakt deel uit van het arrondissement Alès.

## Geschiedenis
Tijdens de Oorlog van de Camisards, een opstand van de protestanten, werd bijna de gehele bevolking van het dorp afgevoerd in gevangenschap. 210 mannen, 280 vrouwen en 180 kinderen werden in maart 1703 in ketenen afgevoerd naar Montpellier op bevel van de intendant van de Languedoc, Nicolas de Lamoignon de Basville.

## Geografie
De gemeente ligt in de Cevennen. De oppervlakte van Mialet bedroeg op 1 januari 2022 30,76 vierkante kilometer; de bevolkingsdichtheid was toen 20,4 inwoners per km².

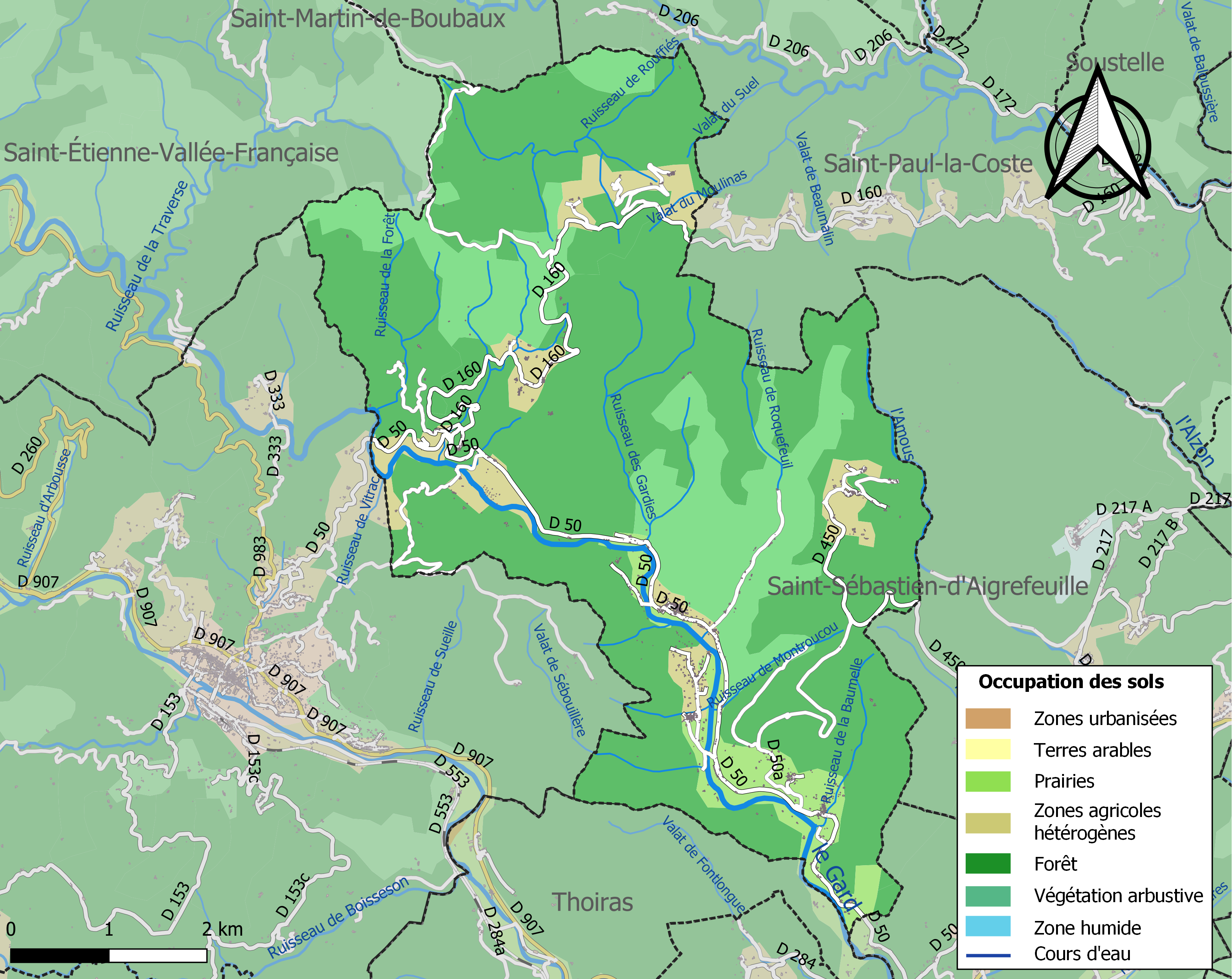
Kaart van de gemeente met belangrijkste infrastructuur, bodemgebruik en omliggende gemeenten

## Demografie
Onderstaande figuur toont het verloop van het inwonertal (bron: INSEE-tellingen).

## Musée du Désert
Het Musée du Désert werd opgericht in 1910 en is gevestigd in de voormalige woning van een leider van de camisards. Het vertelt het verhaal van de protestanten in Frankrijk, met name tijdens de periode van de "désert" (letterlijk: woestijn, de periode tussen het Edict van Fontainebleau (1685) en het Tolerantie-edict (1787), toen de protestanten in Frankrijk werden vervolgd en er gedwongen bekeringen en er een uittocht van hugenoten plaatsvond). Het museum bezit onder andere 19e- en 20e-eeuwse schilderijen van Karl Girardet, Pierre-Antoine Labouchère, Jeanne Lombard en Max Leenhardt, die de geschiedenis van de Franse protestanten uitbeelden.